# Magnus Nilsson
Magnus Nilsson (?, 1107 - Fotevik, 4 juni 1134), prins van Denemarken, was van 1125 tot 1130 koning van Zweden. Hij was een zoon van koning Niels van Denemarken en Margaretha Fredkulla (dochter van Inge I van Zweden). In ca. 1127 trouwde hij met Rikissa van Polen (12 april 1116 - na 25 dec 1156) een dochter van Bolesław III van Polen) en was de vader van Knoet V van Denemarken.
Hij claimde de troon van Zweden nadat Inge II (een neef van zijn moeder) in 1125 stierf en hij toen de oudste nog levende kleinzoon was van koning Inge I. Magnus Nilsson werd door de Westgoten in 1125 tot koning van Zweden gekozen, maar dat werd door de Zweden niet geaccepteerd. De voor hen legale koning Ragnvald Knaphövde (koning van 1125-1126) werd door Magnus' getrouwen gedood. Hij zou voor vijf jaar koning blijven. Hierna nam hij deel aan de burgeroorlogen in Denemarken waar hij zijn vader koning Niels hielp om zijn positie als toekomstig koning van Denemarken te verstevigen. Na de door hem gewilde moord op Knoet Lavard liet hij het leven in de slag bij Fotevik (1134) in Skåne, nog voor zijn vaders overlijden. Magnus' zoon Knoet V streed nadien om de Deense troon met zijn neef Sven III. Magnus' weduwe zou in 1135 hertrouwen met Vladimir van Minsk een nakomeling van Rurik de Viking, en in 1148 zou ze hertrouwen met Sverker I, Magnus' rivaal.
Erik VI · Olaf II · Anund Jacob · Emund · Stenkil · Erik VII · Erik VIII · Halsten · Haakon · Inge I · Sven · Erik Årsäll · Filips · Inge II · Ragnvald · Magnus · Sverker I · Erik IX · Karel VII · Knoet I · Sverker II · Erik X · Johan I · Erik XI · Knoet II · Waldemar I · Magnus I · Birger I · Magnus II · Albrecht · Margaretha · Erik XIII · Christoffel · Karel VIII · Christiaan I · Johan II · Christiaan II · Gustaaf I · Erik XIV · Johan III · Sigismund · Karel IX · Gustaaf II Adolf · Christina · Karel X Gustaaf · Karel XI · Karel XII · Ulrike Eleonora · Frederik · Adolf Frederik · Gustaaf III · Gustaaf IV Adolf · Karel XIII · Karel XIV Johan · Oscar I · Karel XV · Oscar II · Gustaaf V · Gustaaf VI Adolf · Carl Gustaf XVI